# Martre (navire)
Pour les articles homonymes, voir Martre.
La Martre était une petite frégate de 24 canons de la Marine royale, construite à Québec en Nouvelle-France, en 1745-1746. Elle demeura en service jusqu’en 1753.

## Caractéristiques et carrière
La Martre fait partie des quelques unités de guerre françaises construites au Canada au XVIIIe siècle. Ses plans étaient de René-Nicolas Levasseur chef de la construction navale royale. Sa quille fut posée en mai 1745 au chantier naval du Roi à Québec. Elle fut lancée le 6 juin 1746 mais ne fut admise au service actif qu’en janvier 1747.
La Martre était armée de vingt canons de 6 livres sur son pont principal et de quatre canons de 4 livres sur ses gaillards. À son lancement, Levasseur la fit hiverner par précaution dans la petite rivière Saint-Charles. Elle servit peu de temps. En janvier 1753, elle fut réduite à l’état de ponton à Rochefort et elle disparait des listes en avril 1757, date possible de sa mise à la casse.

### Sources et bibliographie
- (en) W.J. Eccles, France in America, New York, Harper & Row, Publishers, 1972 (présentation en ligne)
- Michel Vergé-Franceschi (dir.), Dictionnaire d'Histoire maritime, éditions Robert Laffont, coll. « Bouquins », 2002
- Jean Meyer et Martine Acerra, Histoire de la marine française : des origines à nos jours, Rennes, Ouest-France, 1994, 427 p. [détail de l’édition] (ISBN 2-7373-1129-2, BNF 35734655)
- Martine Acerra et André Zysberg, L'essor des marines de guerre européennes : vers 1680-1790, Paris, SEDES, coll. « Regards sur l'histoire » (no 119), 1997, 298 p. [détail de l’édition] (ISBN 2-7181-9515-0, BNF 36697883)
- Georges Lacour-Gayet, La Marine militaire de la France sous le règne de Louis XV, Honoré Champion éditeur, 1902, édition revue et augmentée en 1910 (lire en ligne)
- Jean-Michel Roche (dir.), Dictionnaire des bâtiments de la flotte de guerre française de Colbert à nos jours, t. 1, de 1671 à 1870, éditions LTP, 2005, 530 p. (lire en ligne)
- Alain Demerliac, La Marine de Louis XV : nomenclature des navires français de 1715 à 1774, Omega, Nice, 1995.